# Si Amar Ou Said Boulifa
Pour les articles homonymes, voir Amar.
Ammar ben Saïd ben Ammar Boulifa, ou Si Amar Ou Said Boulifa (en kabyle : Si Aɛmer U Sɛid n At Belqasem U Aεmer), homme de lettres kabyle et élève de Belkassem Ben Sedira, est considéré comme le « précurseur berbériste », vraisemblablement né en 1863 au village d’Adeni dans l’actuelle commune d’Irdjen, près de Tizi Ouzou, en Kabylie, et mort en 1931 à Alger.

## Biographie
Boulifa est né en 1865 au village d'Adni dans la Tribu Irdjen, de la confédération kabyle tribale des Aït Iraten en Kabylie. Sa famille, les Aït Belkacem ou Amar (kabyle : At Belqasem u Aεmer), sont une famille de marabouts (d’où le « Si » de son nom). Boulifa est son nom patronymique à l'état civil français.
Son père, Saïd, l'a laissé orphelin très jeune. Mais, assez chanceux pour être apparenté par sa mère à la tribu Aït Ameur, une puissante famille de caïds de Tamazirt Ourabah. Si Moula, son oncle maternel, le fait scolariser à Tamazirt Ourabah, la toute première école arabe-française ouverte en Kabylie (1873), pour lesquels les candidats étaient alors rares. Un établissement qui formera de nombreuses générations au savoir moderne,.
Boulifa deviendra instituteur, formé à l’école normale de Bouzaréah dans les années 1890, il devient par la suite linguiste, sociologue et historien (notamment à la Faculté des Lettres d'Alger). Il s’insurgera contre les conclusions intentionnées du général anthropologue Adolphe Hanoteau faites sur la société kabyle à travers son ouvrage d’analyse poétique intitulé : Poésies Populaires de la Kabylie du Jurjura. Pour rappel, le général faisait partie de la vaste conquête de la région engagée par les forces d’occupation françaises à partir de 1857.
De son expédition au Maroc, au côté de René de Segonzac, durant l'hiver 1904-1905, Boulifa produira un ouvrage sur le berbère marocain : Textes berbères, en dialecte de l'Atlas marocain (1908), ainsi qu'un article : "Manuscrits berbères du Maroc" (1905).
Il prit sa retraite en 1929 et mourut le 8 juin 1931 à l'hôpital Mustapha Pacha, et est inhumé au cimetière de Saint-Eugène près de Bab El Oued à Alger.

## Œuvres
Linguistique berbère :
- Textes berbères en dialectes de l'Atlas marocain, Paris 1908, 388 pp.
- Une première année de langue kabyle (dialecte Zouaoua). A l'usage des candidats à la prime et au brevet de kabyle, Alger 1897 (2. éd. 1910), 228 pp.
- Méthode de langue kabyle (cours de deuxième année), Alger 1913, 544 pp.

Littérature berbère :
- Recueil de poésies kabyles. Texte Zouaoua traduit, annoté et précédé d'une étude sur la femme kabyle et d'une notice sur le chant kabyle (airs de musique), Alger 1904, 555 pp. (rééd. Awal, Paris, 1990)
- Manuscrits berbères du Maroc, in « Journal Asiatique 10/6 (1905) »(Archive.org • Wikiwix • Archive.is • Google • Que faire ?), p. 333-362

Archéologie :
- L’Inscription d'Ifigha, in « Revue archéologique juillet-décembre 1909 (4e sér., t. XIV) »(Archive.org • Wikiwix • Archive.is • Google • Que faire ?), Paris, E. Leroux, p. 387-415
- Nouveaux documents archéologiques découverts dans le Haut-Sébaou in Revue africaine n° 55, 1911.
- Nouvelle mission archéologique en Kabylie in Bulletin archéologique du comité des travaux historiques et scientifiques, Paris, 1912.

Histoire :
- Mémoire sur l’enseignement des indigènes de l’Algérie, in Bulletin de l’enseignement des indigènes, Alger, Jourdan, 1897.
- Le kanoun de la zaouia de Sidi Mansour des Ait Djennad, Mélange René Basset, Tome I, Paris, Leroux, 1923 [repris dans le Djurdjura à travers l’histoire].
- Le kanoun d'Adni, texte et traduction avec une notice historique, in Recueil de Mémoires et de textes, XIVe Congrès International des Orientalistes, Alger 1905, p. 15-27.
- Le Djurdjura à travers l'histoire depuis l'Antiquité jusqu'en 1830 : organisation et indépendance des Zouaoua (Grande Kabylie), Alger 1925, 409 pp. (rééd. Alger s.d., .